# Centre hospitalier de St. Mary
Pour l’article homonyme, voir St Mary's Hospital.
Le Centre hospitalier de St. Mary (en anglais : St. Mary's Hospital) est un établissement du Centre intégré universitaire de santé et de services sociaux de l'Ouest-de-l'Île-de-Montréal et affilié à l'Université McGill à Montréal, au Québec. L'hôpital de St. Mary est membre du Réseau universitaire intégré de santé (RUIS) McGill.
Il est situé au 3830 avenue Lacombe dans l'arrondissement de Côte-des-Neiges–Notre-Dame-de-Grâce. Au service d'une communauté ethnique diversifiée, les membres du personnel sont capables de communiquer dans plus de 30 langues différentes.

## Histoire
L'hôpital a été fondé en 1924 par le docteur Donald A. Hingston. Le Centre hospitalier St. Mary's est à l'origine une institution de 45 lits. Il était d'abord situé au Shaughnessy House (maintenant le Centre canadien d'architecture) à l'ouest du centre-ville de Montréal. Il déménage ensuite à son emplacement actuel dans le quartier Côte-des-Neiges où il contient 271 lits.